# Pablo Ignacio de Dalmases y Ros
Pablo Ignacio de Dalmases y Ros (Barcelona, 1670 - 1718) I marqués de Vilallonga. Erudito, diplomático, y aristócrata español partidario de la Casa de Austria durante la Guerra de Sucesión Española, fue nombrado embajador de los Tres Comunes de Cataluña en Londres durante la Campaña de Cataluña (1713-1714).

## Biografía
Hijo de Pablo de Dalmases y Castells, un rico comerciante que recibió el 1685 el señorío de Vilallonga. En 1688 estudió filosofía y artes, y en 1690 se casó con María de Vilana de Cordelles y de Giudice. Hizo construir su residencia, el Palacio Dalmases, en la calle Montcada de Barcelona. En 1692 fue nombrado caballero de Cataluña por Carlos II, tras lo cual viajó por Castilla y por Francia, lo que aprovechó para establecer contactos con intelectuales de la época y formar una importante biblioteca.
En 1700 creó en Barcelona, junto a 14 eruditos más, la Academia de los Desconfiados, de la que fue nombrado archivero perpetuo, y en las Cortes catalanas (1701) Felipe V lo nombró cronista del Principado de Cataluña. Habiendo estallado la Guerra de Sucesión Española en los campos de batalla de Europa, y tras un intento de desembarco aliado en Barcelona con la complicidad de un reducido número de austracistas barceloneses, el virrey Francisco de Velasco lanzó una represión indiscriminada conculcando repetidamente las Constituciones de Cataluña. La ciudad de Barcelona, que tenía el privilegio de nombrar embajadores propios, nombró a Pablo Ignacio de Dalmases como embajador para denunciar ante Felipe V en persona la actitud del virrey Velasco. Marchó a la corte acompañado de su cuñado, el marqués de Vallcabra Josep Fausto de Potau, pero el 5 de febrero de 1705, nada más llegar a Madrid, fueron detenidos y encarcelados. Tres meses después, el 3 de mayo de 1705, estallaba la revuelta en Cataluña.
En 1709 Carlos III de Austria le nombró marqués de Vilallonga. En mayo de 1713 fue nombrado embajador de Cataluña en Inglaterra para pedir apoyo a la causa de los catalanes. Tras la muerte de la reina Ana de Inglaterra en agosto de 1714, y a pesar de que el nuevo rey Jorge I de Inglaterra parecía partidario de su causa, Barcelona acabó capitulando ante el duque de Berwick el 12 de septiembre de 1714. Entonces marchó a París, desde donde pidió a Felipe V el poder volver a Cataluña. Tras su retorno se dedicó a las tareas académicas hasta su muerte. Dejó numerosa correspondencia y una carta en catalán sobre San Severo. Su biblioteca personal fue adquirida en 1916 por la Biblioteca de Cataluña.
La Biblioteca de Reserva de la Universidad de Barcelona conserva alrededor de seiscientas obras que formaron parte de la biblioteca personal de Dalmases, y algunos ejemplos de las marcas de propiedad que identificaron sus libros a lo largo de su vida.

## Obra
- Armas del Principado de Catalunya y de sus condes quatro barras vermejas en campo de oro; las quales precedieron y preceden a las reales de Aragón. Defendido y provado por don Pablo Ignacio de Dalmases y Ros que dedica a la Catholica Magestad del Rey Nro.Sr.Don Carlos 2º Emperador de dos mundos (1693)
- Disertación por la patria de Paulo Orosio (1702)
- Historia de Cataluña, inacabada.